# Когі (штат)
7°30′ пн. ш. 6°42′ сх. д. / 7.500° пн. ш. 6.700° сх. д.
Когі (Kogi) — штат в центральній Нігерії.
Штат має народну назву — штат злиття, тому що на його території, зокрема, в районі столиці штату міста Локоджа (також перша адміністративна столиця сучасної Нігерії) розташоване злиття річок Нігер і Бенуе.

## Історія та населення
Штат було утворено в 1991 році з частин штатів Квара і Бенуе.
В теперішній час у штаті проживають представники народів ігала, ігбіра, басса, окун (субетнос йоруба) тощо.

## Економіка

### Сільське господарство і промисловість
Основу економіки штату становить сільське господарство, зокрема, землеробство (кава, кокосова пальма, олійна пальма, кеш'ю, арахіс, кукурудза, кассава, ямс, рис і дині), частково скотарство.
Мінеральні копалини штату включають поклади вугілля, вапняку, заліза, нафти і олова. У штаті Когі найбільші підприємства країни з видобутку і виробництва заліза і сталі, також зараз будується один з найбільших у Африці заводів з виробництва цементу.

### Транспорт і комунікації
Штат Когі з'єднує Федеральну столичну територію з 22 південними штатами, знаходячись у безпосередній близькості з ними.[джерело?] Для транспортної сфери штату велике значення має столичний міжнародний аеропорт, який обслуговує як внутрішні, так і міжнародні рейси.
У Когі добре розвинута сфера надання телекомунікаційних послуг.

## Адміністративний поділ штату
Штат Когі складається з 21 (із загального числа — 774) територій місцевого управління (англ. Local Government Areas of Nigeria):
| - Адаві (Adavi) - Аджаокута (Ajaokuta) - Анкпа (Ankpa) - Басса (Bassa) - Декіна (Dekina) - Ібаджі (Ibaji) - Ідах (Idah) | - Іґаламела-Одолу (Igalamela-Odolu) - Іджуму (Ijumu) - Кабба/Буну (Kabba/Bunu) - Когі (Kogi) - Локоджа (Lokoja) - Мопа-Муро (Mopa-Muro) - Офу (Ofu) | - Огорі/Маґонґо (Ogori/Magongo) - Окехі (Okehi) - Окене (Okene) - Оламборо (Olamaboro) - Омала (Omala) - Східна Яґба (Yagba-East) - Західна Яґба (Yagba-West) |

## Туризм
Завдяки вигідному географічному розташуванню штат Когі надає туристам широкий спектр можливостей для відпочинку. Це, зокрема, спостереження за дикою природою, огляд географічних об'єктів і пам'яток історії та культури тощо.
До визначних пам'яток штату належать:
- місце злиття річок Нігер і Бенуе
- містечко Огіді (Ogidi), відоме незвичайими формами кам'яних брил і скель
- пам'ятники епохи колоніалізму, зокрема, будинок лорда Люгарда та ін.

Гарними сувенірами для туристів є вироби місцевих ремісників.